# Hugo Corro
Hugo Pastor Corro (Villa San Carlos, 5 de noviembre de 1953-Ciudad de Mendoza, 15 de junio de 2007) fue un boxeador profesional argentino que llegó a consagrarse campeón mundial de los pesos medianos unificado del CMB y la AMB.

## Carrera

### Valdéz vs Corro
El 22 de abril de 1978 consiguió por primera vez el título mundial del peso medio al vencer al colombiano Rodrigo Valdéz a los puntos en la ciudad de San Remo, Italia.

### Corro vs Ronnie Harris
El 5 de agosto de 1978 en el Luna Park, «Itaka» Corro hace la primera defensa exitosa del título conseguido en abril de ese mismo año en San Remo. En esa ocasión lo hace por puntos frente al estadounidense Ronnie Harris, quien había llegado invicto profesionalmente a esa contienda.

### Corro vs Valdéz
Hugo Corro le otorga la revancha al colombiano Rodrigo Valdéz, luego de haberle arrebatado a éste el título mundial en abril de 1978. Esa segunda defensa del título mundial ocurrió en el Luna Park el 11 de noviembre de ese mismo año, resultando el mendocino vencedor por puntos.

### Corro vs Antuofermo
El 30 de junio de 1979 en Montecarlo, perdió la corona ante el estadounidense Vito Antuofermo por decisión dividida. Fue su tercera defensa del título mundial conseguido un año antes y su último combate en la élite del boxeo.

## Récord Profesional
| Récord Profesional | Récord Profesional | Récord Profesional |
| 59 peleas          | 50 Victorias       | 7 Derrotas         |
| Nocaut             | 26                 | 3                  |
| Decisión           | 22                 | 4                  |
| Descalificación    | 2                  | 0                  |
| Empates            | 2                  | 2                  |
| ------------------ | ------------------ | ------------------ |

| 50 Ganadas (26 KOs), 7 Derrotas y 2 Empates |        |                            |      |             |                          |                                                             |                                                            |
| Resultado                                   | Récord | Rival                      | Tipo | Rd., Tiempo | Fecha                    | Lugar                                                       | Notas                                                      |
| Derrota                                     | 50–7–2 | Antonio Corti              | KO   | 4 (10)      | 17 de febrero de 1989    | Mar del Plata, Buenos Aires, Argentina                      |                                                            |
| Empate                                      | 50–6–2 | Jorge García               | PTS  | 10          | 9 de diciembre de 1988   | Neuquén , Neuquén , Argentina                               |                                                            |
| Derrota                                     | 50–6–1 | Martillo Roldán            | KO   | 1 (10)      | 16 de septiembre de 1988 | Mar del Plata, Buenos Aires, Argentina                      |                                                            |
| Derrota                                     | 50–5–1 | Miguel Ángel Maldonado     | PTS  | 10          | 8 de julio de 1988       | Tandil , Buenos Aires, Argentina                            |                                                            |
| Victoria                                    | 50–4–1 | Manuel Pérez               | PTS  | 10          | 9 de junio de 1988       | Tunuyán, Mendoza, Argentina                                 |                                                            |
| Victoria                                    | 49–4–1 | Juan Carlos Ledesma        | KO   | 4 (10)      | 4 de febrero de 1988     | Tunuyán, Mendoza, Argentina                                 |                                                            |
| Derrota                                     | 48–4–1 | Antonio Garrido            | UD   | 10          | 4 de diciembre de 1981   | Santiago , Santiago , Chile                                 |                                                            |
| Victoria                                    | 48–3–1 | Juan Alberto Mora          | KO   | 5 (10)      | 17 de julio de 1981      | Mar del Plata , Buenos Aires , Argentina                    |                                                            |
| Derrota                                     | 47–3–1 | Vito Antuofermo            | PTS  | 15          | 30 de junio de 1979      | Esplanade de Fontvieille, Montecarlo , Mónaco               | Perdió títulos de peso mediano WBA, WBC, The Ring y lineal |
| Victoria                                    | 47–2–1 | Rodrigo Valdéz             | UD   | 15          | 11 de noviembre de 1978  | Estadio Luna Park, Buenos Aires, Argentina                  | Retuvo títulos AMB, CMB, The Ring y peso mediano lineal    |
| Victoria                                    | 46–2–1 | Willie Warren              | PTS  | 10          | 6 de octubre de 1978     | Mendoza, Mendoza, Argentina                                 |                                                            |
| Victoria                                    | 45–2–1 | Ronnie Harris              | UD   | 15          | 5 de agosto de 1978      | Estadio Luna Park, Buenos Aires, Argentina                  | Retuvo títulos AMB, CMB, The Ring y peso mediano lineal    |
| Victoria                                    | 44–2–1 | Rodrigo Valdéz             | UD   | 15          | 22 de abril de 1978      | Teatro Ariston , San Remo , Liguria , Italia                | Ganó títulos de peso mediano AMB , CMB , The Ring y lineal |
| Victoria                                    | 43–2–1 | Juan Carlos Bogado         | PTS  | 10          | 3 de marzo de 1978       | Estadio Luna Park, Buenos Aires, Argentina                  |                                                            |
| Victoria                                    | 42–2–1 | Antonio Garrido            | PTS  | 12          | 20 de diciembre de 1977  | Mendoza, Mendoza, Argentina                                 | Retuvo el título de peso mediano sudamericano              |
| Victoria                                    | 41–2–1 | Mario Romersi              | PTS  | 8           | 19 de noviembre de 1977  | Palazzo dello Sport, Turín , Piamonte , Italia              |                                                            |
| Victoria                                    | 40–2–1 | Bob Patterson              | KO   | 5 (10)      | 5 de noviembre de 1977   | Estadio Luna Park, Buenos Aires, Argentina                  |                                                            |
| Victoria                                    | 39–2–1 | Roque Roldan               | PTS  | 10          | 17 de octubre de 1977    | Villa Carlos Paz , Córdoba, Argentina                       |                                                            |
| Victoria                                    | 38–2–1 | Norberto Fleitas           | KO   | 2 (12)      | 2 de septiembre de 1977  | Mendoza, Mendoza, Argentina                                 | Retuvo el título de peso mediano sudamericano              |
| Victoria                                    | 37–2–1 | Pedro Duarte               | PTS  | 12          | 2 de julio de 1977       | Estadio Luna Park, Buenos Aires, Argentina                  | Retuvo el título argentino de peso mediano                 |
| Victoria                                    | 36–2–1 | Marcelo Quiñones           | PTS  | 12          | 9 de mayo de 1977        | Estadio Nacional , Lima , Perú                              | Ganó el título de peso mediano sudamericano                |
| Victoria                                    | 35–2–1 | Rodolfo Rosales            | PTS  | 10          | 6 de abril de 1977       | San Luis, San Luis, Argentina                               |                                                            |
| Victoria                                    | 34–2–1 | Rodolfo Rosales            | PTS  | 10          | 23 de febrero de 1977    | Mendoza, Mendoza, Argentina                                 |                                                            |
| Victoria                                    | 33–2–1 | Julio Medina               | TKO  | 3 (12)      | 10 de diciembre de 1976  | Mendoza, Mendoza, Argentina                                 | Ganó el título vacante de peso mediano argentino           |
| Victoria                                    | 32–2–1 | Pedro Acuña                | TKO  | 1 (12)      | 26 de noviembre de 1976  | Tunuyán, Mendoza, Argentina                                 |                                                            |
| Victoria                                    | 31–2–1 | Raul Paez                  | TKO  | 2 (10)      | 5 de noviembre de 1976   | Mendoza, Mendoza, Argentina                                 |                                                            |
| Victoria                                    | 30–2–1 | Francisco Rodríguez Martín | TKO  | 2 (8)       | 8 de octubre de 1976     | Palacio de Deportes , Madrid , Comunidad de Madrid , España |                                                            |
| Victoria                                    | 29–2–1 | Juan Carlos Artaza         | KO   | 10 (10)     | 10 de septiembre de 1976 | Mendoza, Mendoza, Argentina                                 |                                                            |
| Victoria                                    | 28–2–1 | Juan Carlos Bogado         | TKO  | 10 (10)     | 6 de agosto de 1976      | Tunuyán, Mendoza, Argentina                                 |                                                            |
| Victoria                                    | 27–2–1 | Roberto Marziali           | TKO  | 9 (10)      | 8 de julio de 1976       | Córdoba, Córdoba, Argentina                                 |                                                            |
| Victoria                                    | 26–2–1 | Gregorio Navarro           | TKO  | 4 (10)      | 11 de junio de 1976      | Tunuyán, Mendoza, Argentina                                 |                                                            |
| Derrota                                     | 25–2–1 | Norberto Cabrera           | PTS  | 10          | 21 de mayo de 1976       | Estadio Luna Park, Buenos Aires, Argentina                  |                                                            |
| Victoria                                    | 25–1–1 | Roque Roldan               | PTS  | 10          | 27 de marzo de 1976      | Estadio Luna Park, Buenos Aires, Argentina                  |                                                            |
| Victoria                                    | 24–1–1 | Hugo Saavedra              | DQ   | 10 (10)     | 5 de marzo de 1976       | Córdoba, Córdoba, Argentina                                 |                                                            |
| Victoria                                    | 23–1–1 | Hugo Obregón               | PTS  | 10          | 6 de febrero de 1976     | Salta, Salta, Argentina                                     |                                                            |
| Victoria                                    | 22–1–1 | Hugo Obregón               | PTS  | 10          | 19 de diciembre de 1975  | Córdoba , Córdoba , Argentina                               |                                                            |
| Victoria                                    | 21–1–1 | Norberto Cabrera           | PTS  | 10          | 7 de noviembre de 1975   | Tunuyán, Mendoza, Argentina                                 |                                                            |
| Victoria                                    | 20–1–1 | Hugo Saavedra              | PTS  | 10          | 27 de septiembre de 1975 | Estadio Luna Park, Buenos Aires, Argentina                  |                                                            |
| Victoria                                    | 19–1–1 | Camilo Gaitán              | RTD  | 4 (10)      | 22 de agosto de 1975     | Mendoza, Mendoza, Argentina                                 |                                                            |
| Victoria                                    | 18–1–1 | Octavio Escauriza          | KO   | 3 (10)      | 25 de julio de 1975      | Estadio Luna Park , Buenos Aires , Argentina                |                                                            |
| Victoria                                    | 17–1–1 | Ramon Robert               | RTD  | 6 (10)      | 4 de julio de 1975       | Villa Mercedes , San Luis , Argentina                       |                                                            |
| Victoria                                    | 16–1–1 | Norberto Fleitas           | TKO  | 4 (10)      | 13 de junio de 1975      | Mendoza, Mendoza, Argentina                                 |                                                            |
| Victoria                                    | 15–1–1 | Orlando Nasul              | PTS  | 10          | 29 de mayo de 1975       | Salta, Salta, Argentina                                     |                                                            |
| Victoria                                    | 14–1–1 | Eliseo Nieva               | TKO  | 8 (10)      | 26 de marzo de 1975      | Mendoza , Mendoza, Argentina                                |                                                            |
| Victoria                                    | 13–1–1 | Hugo Obregón               | TKO  | 6 (10)      | 7 de marzo de 1975       | Salta , Salta , Argentina                                   |                                                            |
| Derrota                                     | 12–1–1 | Hugo Saavedra              | KO   | 8 (10)      | 8 de noviembre de 1974   | Tunuyán, Mendoza, Argentina                                 |                                                            |
| Victoria                                    | 12–0–1 | Ruben Martinez             | TKO  | 5 (10)      | 4 de octubre de 1974     | San Juan, San Juan, Argentina                               |                                                            |
| Victoria                                    | 11–0–1 | Carlos robledo             | TKO  | 7 (10)      | 8 de septiembre de 1974  | Tunuyán, Mendoza, Argentina                                 |                                                            |
| Victoria                                    | 10–0–1 | Juan Carlos Artaza         | PTS  | 10          | 19 de julio de 1974      | San Juan , San Juan , Argentina                             |                                                            |
| Victoria                                    | 9–0–1  | Orlando Nasul              | PTS  | 10          | 20 de junio de 1974      | Tunuyán, Mendoza, Argentina                                 |                                                            |
| Victoria                                    | 8–0–1  | Ruben Martinez             | TKO  | 5 (10)      | 14 de abril de 1974      | Tunuyán, Mendoza, Argentina                                 |                                                            |
| Victoria                                    | 7–0–1  | Ramon Robert               | PTS  | 10          | 8 de febrero de 1974     | Tunuyán, Mendoza, Argentina                                 |                                                            |
| Victoria                                    | 6–0–1  | Rafael Lazcano             | KO   | 3 (6)       | 21 de diciembre de 1973  | Tunuyán, Mendoza, Argentina                                 |                                                            |
| Victoria                                    | 5–0–1  | Pedro Bazán                | DQ   | 4 (8)       | 7 de diciembre de 1973   | Tunuyán, Mendoza, Argentina                                 |                                                            |
| Victoria                                    | 4–0–1  | Oscar Mercado              | KO   | 7 (8)       | 23 de noviembre de 1973  | Tunuyán, Mendoza, Argentina                                 |                                                            |
| Victoria                                    | 3–0–1  | Raúl Fleita                | KO   | 2 (6)       | 26 de octubre de 1973    | Tunuyán, Mendoza, Argentina                                 |                                                            |
| Victoria                                    | 2–0–1  | Juan Carlos Cantero        | RTD  | 4 (6)       | 5 de octubre de 1973     | Tunuyán, Mendoza, Argentina                                 |                                                            |
| Empate                                      | 1–0–1  | Pedro Bazán                | PTS  | 6           | 15 de septiembre de 1973 | Tunuyán, Mendoza, Argentina                                 |                                                            |
| Victoria                                    | 1–0    | Dieta Gastón               | TKO  | 6 (6)       | 30 de agosto de 1973     | Tunuyán , Mendoza , Argentina                               | Debut Profesional                                          |